# 蒙吉永 (曼恩-卢瓦尔省)
蒙吉永（法語：Montguillon，發音：[mɔ̃ɡijɔ̃] ⓘ）是法国曼恩-卢瓦尔省的一个旧市镇，属于瑟格雷区。2016年12月15日，蒙吉永与邻近的14个市镇合并为新市镇蓝色安茹地区瑟格雷，成为了蓝色安茹地区瑟格雷的委派市镇。

## 地理
蒙吉永（47°43'41"N, 0°44'41"W）面积11.91 平方千米，位于法国卢瓦尔河地区大区曼恩-卢瓦尔省，该省份为法国西部内陆省份，大致对应安茹地区，北起顺时针与马耶讷省、萨尔特省、安德尔-卢瓦尔省、维埃纳省、德塞夫勒省、旺代省、大西洋卢瓦尔省和伊勒-维莱讷省接壤。
与蒙吉永接壤的市镇（或旧市镇、城区）包括：阿维雷、拉雅耶伊翁、圣马丹迪布瓦、圣索沃尔德弗莱、舍马泽、梅尼勒。
蒙吉永的时区为UTC+01:00、UTC+02:00（夏令时）。

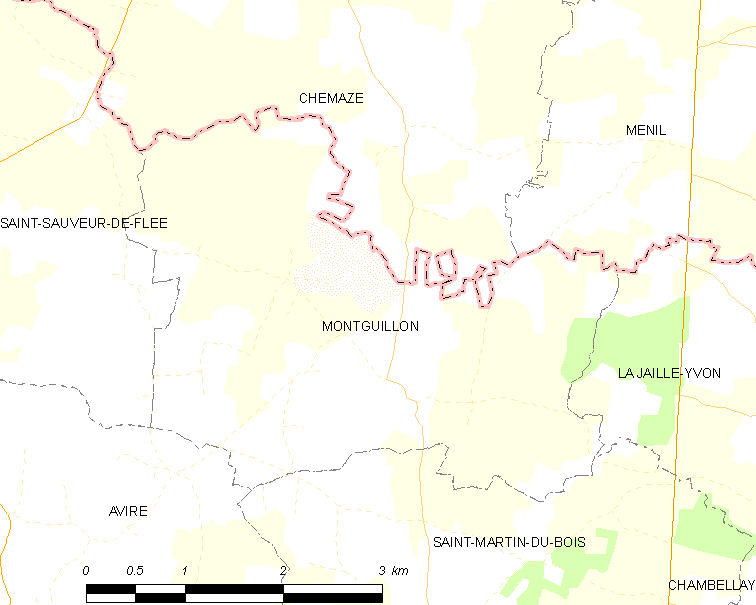
蒙吉永的OSM定位图

## 行政
蒙吉永的邮政编码为49500，INSEE市镇编码为49208。

## 政治
蒙吉永所属的省级选区为蓝色安茹地区瑟格雷县。

## 人口

1962-2008年间蒙吉永人口变化图示

蒙吉永于2018年1月1日时的人口数量为252人。